# AnimaminA
 (février 2017).
Si vous disposez d'ouvrages ou d'articles de référence ou si vous connaissez des sites web de qualité traitant du thème abordé ici, merci de compléter l'article en donnant les références utiles à sa vérifiabilité et en les liant à la section « Notes et références ».
Albums de Amiina
Kurr
(2007)
AnimaminA est le premier EP du quatuor islandais féminin Amína, sorti en 2004.

## Présentation
Cet album est publié pour la première fois début décembre 2004 par Smekkleysa en Islande, puis à la mi-2005 par The Workers Institute aux États-Unis et Speak N Spell en Australie.
Son titre est un palindrome basé sur le nom du groupe qui, à l'époque de la publication de l'EP, était Amína.
Cet EP ne comporte que quatre pistes et se compose principalement de cordes, de samples électroniques et d'instruments expérimentaux, tels que l'utilisation de verres à boire pour générer du son ou de la musique ou le jeu d'une scie musicale avec un archet.
Le son de l'album rappelle les artistes islandais Sigur Rós et Múm, bien que leur style reste largement disparate de l'un ou l'autre, et ont collaboré avec le premier.

## Liste des titres
| 1.    | Skakka                                      | 4:14 |
| 2.    | Hemipode                                    | 4:30 |
| 3.    | Fjarskanistan (en français : Pays lointain) | 6:30 |
| 4.    | Bláskjár (en français : Écran bleu)         | 3:21 |
| 18:34 |                                             |      |

## Crédits

### Membres du groupe
- Edda Rún Ólafsdóttir
- Hildur Ársælsdóttir
- María Huld Markan Sigfusdottir
- Sólrún Sumarliðadóttir

### Technique et production
- Artwork : Egill Kalevi
- Mastering : Birgir Jón, María Huld
- Mixage : María Huld
- Photographie : Sólrún